# 也速不花 (兀良哈氏)
也速不花（蒙古語：Yesü buqa，?—?），《元史》等漢文史料作也速不花、《史集》作ییسوقا تایشی。蒙古帝国千夫長。成吉思汗“四狗之一”者勒蔑之子，弟弟也孫帖額。
《史集》中提到他，他在成吉思汗在世时，继承了去世的父亲者勒蔑的地位。因此，在《蒙古秘史》中所描述的1206年的千夫長中并没有提到他的名字，而在《史集》中，成吉思汗晚年的作为左翼第二千夫長。
公元1229年，第二位大汗窝阔台即位时，他和他的弟弟也孫帖額都被重用。窝阔台征服金朝后，征服地分配给諸王、勋臣作为「投下領」史称丙申年分撥，也速不花作为左手九千户一人得到河間路陵州的领地、領民。
这时，也速不花年老，乘车来回。窝阔台授予他“太师”的称号，意为“皇子的師父”。到了《史集》编撰的时候，也速不花的位置已经由他的侄子继承。